# Boise (Texas)
Pour les articles homonymes, voir Boise (homonymie).
Boise est une ville fantôme située dans le comté d'Oldham, au Texas, aux États-Unis. Elle se situe à l'est de Glenrio et au sud de l'Interstate 40, à une altitude de 1220 m.